# Vaseyochloa multinervosa
Vaseyochloa multinervosa är en gräsart som först beskrevs av George Vasey, och fick sitt nu gällande namn av Albert Spear Hitchcock. Vaseyochloa multinervosa ingår i släktet Vaseyochloa och familjen gräs. Inga underarter finns listade i Catalogue of Life.